# Mario De Carolis
Mario De Carolis (Roma, 8 maggio 1929 – ...) è stato un cestista italiano.

## Carriera
Ha militato, tra le altre, nella Ginnastica Roma.
Con la Nazionale ha preso parte agli Europei 1951. In totale ha disputato 21 incontri in maglia azzurra, realizzando 68 punti.